# Вядя
Вядя — река в Пензенской области, правый приток Суры. Берёт начало на Приволжской возвышенности в 4 км севернее села Пазелки Бессоновского района, а впадает в реку Суру на восточной окраине села Бессоновка. Длина 41 км, площадь бассейна 496 км². Притоки: реки Инра, Отвель, река без названия у села Пазелки.
На водоёме, устроенном на реке Вяде рядом с посёлком Подлесным, организована зона отдыха «Светлая поляна» — одно из мест летнего отдыха в Пензенской области.